# Sciades proops
Sciades proops es una especie de pez de la familia Ariidae en el orden de los Siluriformes.

## Morfología
Los machos pueden alcanzar los 100 cm de longitud total y 9.000 g de peso.

## Reproducción
Es sexualmente maduro cuando alcanza 1,5-2 años de edad y la reproducción tiene lugar entre noviembre y abril.

## Alimentación
Come peces  y  gambas.

## Depredadores
En la Guayana Francesa es depredado por  Arius parkeri y en Brasil por  Carcharhinus porosus .

## Hábitat
Es un pez demersal y de clima tropical.

## Distribución geográfica
Se encuentra en el Atlántico occidental:  cuencas fluviales y estuarios desde Colombia hasta el Brasil.

## Longevidad
Puede llegar a vivir 4 años.

## Uso comercial
Es consumido como alimento

## Observaciones
Su cráneo es vendido en todo el mundo como crucifijo.